# 3月23日运动
3月23日运动（英語：March 23 Movement，缩写为M23，也被称为M23运动）是活跃于刚果民主共和国东部地区的反政府武装，其是刚果河联盟的一部分，常与刚果民主共和国政府爆发战争，导致大量无辜人员伤亡。
其发动、参与的2012年刚果东部冲突中占领戈马市，后在地区国家斡旋下撤出，2013年被政府军击败，2021年复起并于次年攻占了北基伍省大片地区。刚果民主共和国一直指控卢旺达支持M23运动，卢旺达则表示刚果民主共和国军方与卢旺达反政府组织卢旺达解放民主力量结盟，后者涉嫌参与了1994年大屠杀。
据联合国和半岛电视台等的援引、报道说，M23运动从卢旺达国防军获得了全面军事补给，卢旺达国防军士兵进入刚果民主共和国同M23运动并肩作战等；卢旺达则表示否认和不知情；M23运动表示其未得到卢旺达的支持。联合国援引的消息表示，M23运动在军事冲突中以妇女和儿童作为攻击目标、征募儿童兵，该组织还应对在刚果民主共和国若干地区实施大规模屠杀平民、强奸妇女和儿童的行为负责。

## 背景

北基伍省。

### 背景
刚果民主共和国的东部与卢旺达邻接，且当地分布的胡图族、图西族等族群存在矛盾，其矛盾受到1994年卢旺达种族灭绝：胡图族军人屠杀胡图族人而加剧。1999年，联合国安全理事会决定成立联合国刚果民主共和国特派团，向刚派驻维和部队。
2008年，图西族人劳伦特·恩孔达领导的刚果反政府武装全国保卫人民大会（CNDP）反抗军队和政府，导致流血冲突。2009年1月，刚果与卢旺达达成协议，卢派兵进入刚东部参与围剿非法武装，最终导致恩孔达被捕，卢撤军。2009年3月23日，CNDP领导人博斯科·恩塔甘达与刚果政府签署和平协议，CNDP士兵加入刚果民主共和国武装部队，并建立了平行于刚果政府的军事指挥结构，此举削弱了政府和军队的权威。

### 建立
2012年3月下旬，有传言称政府准备将博斯科·恩塔甘达绳之以法；4月，政府还威胁欲将前屬CNDP的士兵調離北基伍省，4月初，忠于原CNDP的一些官兵发动兵变，组成新的反政府武装：M23运动，M23运动主要由图西族人組成，其组织首脑是博斯科·恩塔甘达、苏丹尼·马肯加、简·玛丽·罗尼卡·鲁吉列罗。M23运动表示，自己使命是保护刚果境内的图西族人，认为刚果民主共和国政府没有兑现和解承诺、指责刚果总统约瑟夫·卡比拉在2011年刚果民主共和国大选中作弊。并于2012年4月开始在刚果东部发动攻势，导致大量平民伤亡、数以万计民众流离失所。同月11日，刚果民主共和国总统约瑟夫·卡比拉呼吁逮捕博斯科·恩塔甘达。

## 历史

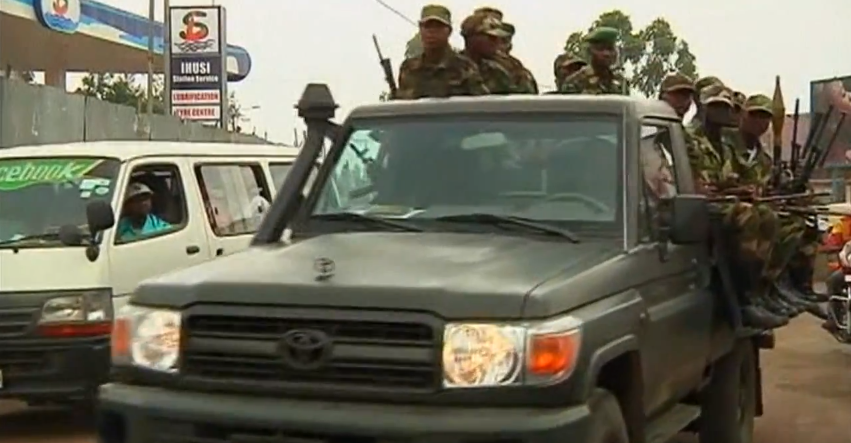
3月23日运动成员在戈马，2012年11月。

刚果民主共和国矿产资源丰富，M23运动攻势开始后的2012年11月20日，其控制了刚果北基伍省省会戈马，该城市居住着100万人，是刚果东部重要的交通、贸易枢纽，也是通往富矿区的门户。2012年12月1日，M23运动在外國施壓下撤出戈馬，刚政府与M23开启谈判。同年12月31日起，联合国安理会将M23运动列入制裁名单。
2013年2月，刚果民主共和国、卢旺达、乌干达等11个地区国家签署《刚果（金）和大湖地区和平、安全与合作框架文件》，次月联合国通过决议，决定在联刚稳定团内部设立“干预旅”，目标是协助减轻武装团体对刚东部国家主权和平民安全构成的威胁，干预旅由南非、坦桑尼亚、马拉维负责出兵。同年10月起，刚政府军在联刚稳定特派团干预旅的支持下，陆续攻占M23所有据点，至11月，M23运动被政府军击败，約1,500名成員逃入烏干達境內，向烏干達政府投降，12月，刚政府与M23在内罗毕以各自声明形式达成11点共识，M23宣布结束武装叛乱。2022年，M23运动复起再攻刚果，同年5月，刚果民主共和国政府将M23运动定性为恐怖组织。2025年1月，M23运动占领刚果北基伍省大量主要城市，包括刚果第二大城市戈馬，并向南基伍省推进。

## 2012年战事

### 2012年

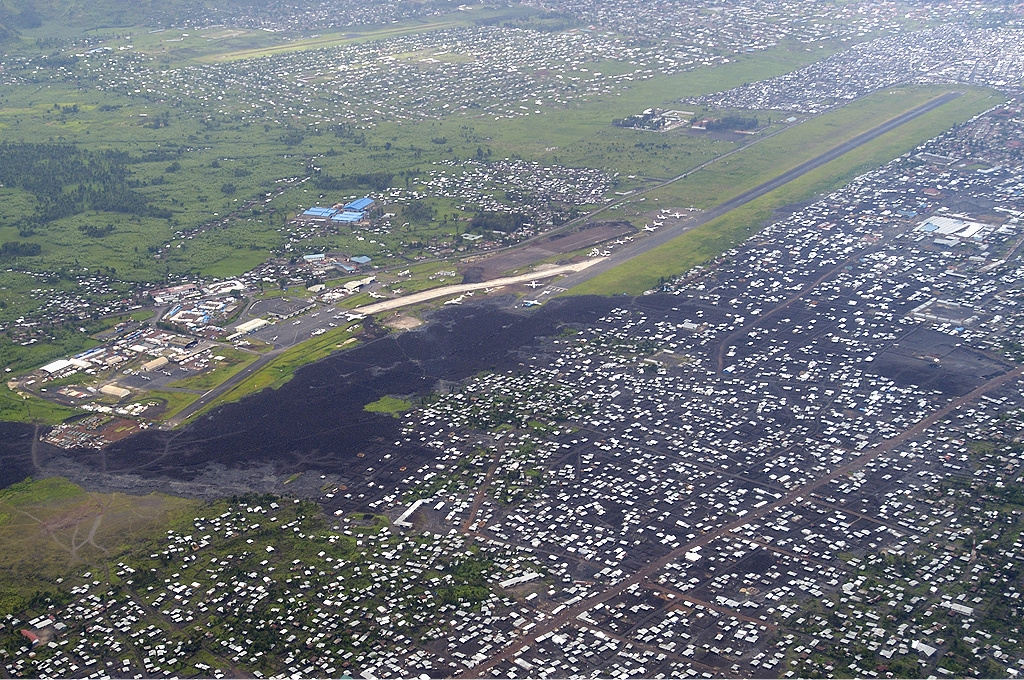
鸟瞰戈马和戈马国际机场。

11月18日，3月23日运动部队已经到达戈马郊外，随后它警告联合国维和部队不要支持政府部队。刚果民主共和国政府发言人曼德指责卢旺达政府支持叛军，并表示，“（我们）没有宣布开战，但是我们已经准备好面对它，这是我们的国家，我们的责任。”
11月20日，3月23日运动部队进攻戈马城，与政府军撤退时发生小规模冲突。3月23日运动部队随后列队经过戈马城内，一些居民欢迎他们的到来。刚果民主共和国政府的官员放弃了他们的职位，通过卢旺达边境逃跑。联合国维和人员看到了这一幕，但是没有阻止，他们的任务仅仅是保护平民。叛军在城内获得20箱武器和弹药，6枚火炮，是刚果民主共和国武装部队（FARDC）撤退时留下的。
刚果民主共和国总统约瑟夫·卡比拉呼吁戈马居民抵制3月23日运动的接管和统治。联合国秘书长潘基文批评叛军在接管戈马城的时候涉嫌侵犯人权，包括破坏财产、恐吓记者、性侵犯妇女和绑架儿童。《纽约时报》专文指出刚果内战已经开始，它将严重影响这个国家的统一和稳定。

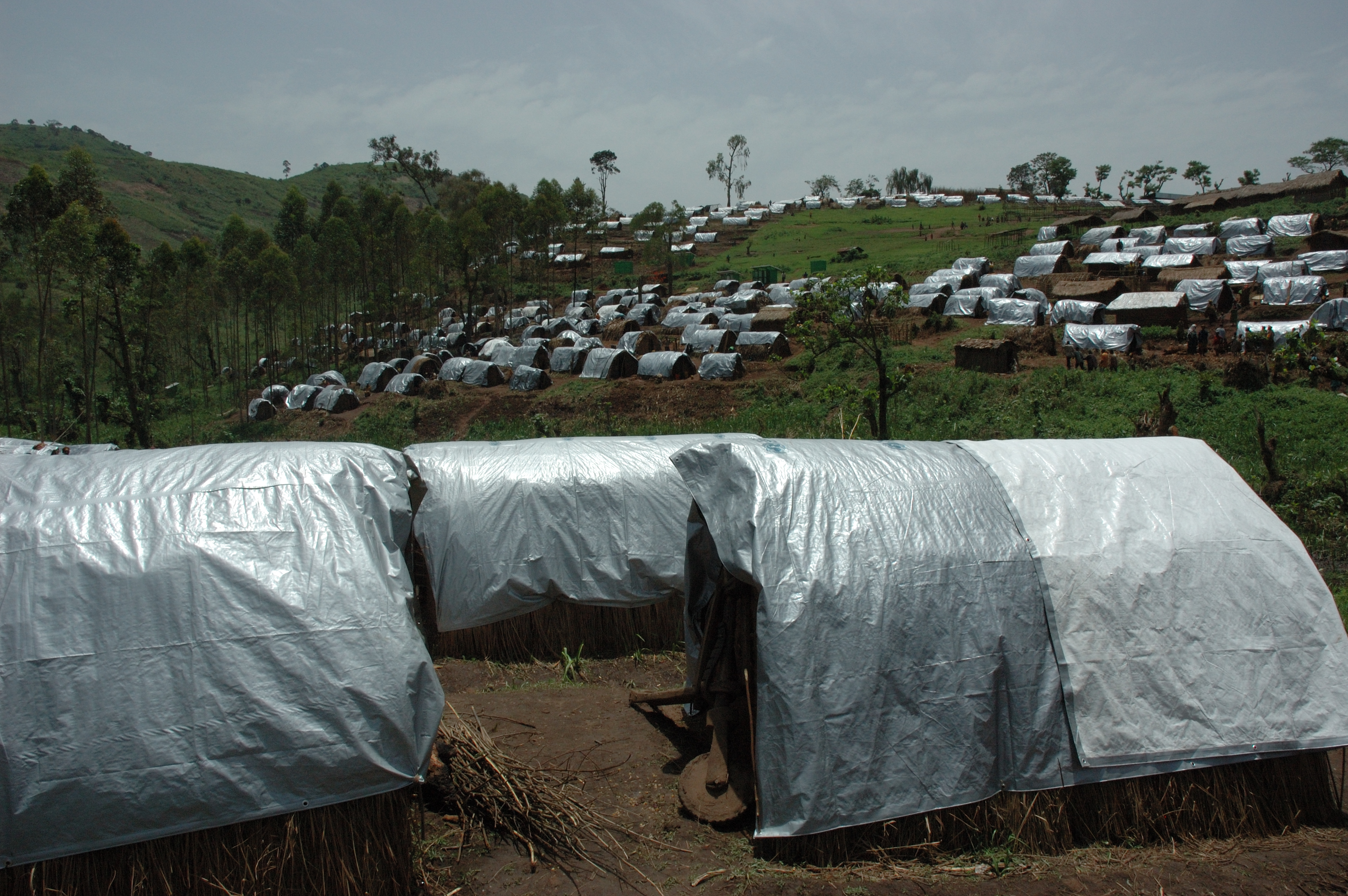
戈马地域的难民营。

11月22日，3月23日运动开始向布卡武行进。同日，卡比拉总统宣布将加布里埃尔解职，因为他涉嫌给刚果民主共和国东部叛军组织出售武器，其中包括3月23日运动。11月23日，叛军和刚果民主共和国武装部队在城里展开4小时的激战，随后向南部、西北部、北部进逼。与此同时，刚果民主共和国武装部队在南基伍省增加了3,500多名士兵。由于3月23日运动进攻，联合国的30到31个难民营被他们占领。
11月24日，在南基伍省，11月13日投降的叛军阿尔伯特·卡哈沙上校及部分麦麦战士从刚果民主共和国武装部队逃跑。在坎帕拉举行的地区会议上，各国领导人给3月23日运动为期两天的最后通牒，要求他们离开戈马，随后组成了负责安全的国际部队。
11月26日，最后通牒日期过去，3月23日运动依旧控制戈马。

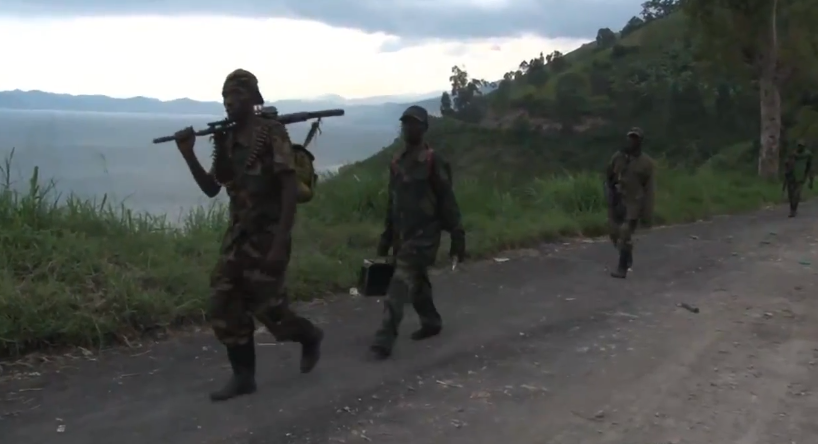
2012年11月30日，3月23日运动离开戈马。

11月27日，在北基伍省，刚果民主共和国武装部队对3月23日运动发起反攻。3月23日运动在戈马的公路上设置路障，敲诈过路司机。
12月1日，叛军和政府军双方在乌干达举行平协议谈判，3月23日运动声称有意退出戈马。11月30日，3月23日运动就陆续开始从戈马撤退。3月23日运动撤兵后，200名警察到达戈马，但是，3月23日运动特工依然停在戈马，他们化裝成平民。撤军前夕，3月23日运动在戈马郊外挨家挨户的抢劫，抢劫个人财产、金钱、移动电话和汽车。3月23日运动否认抢劫，并称这是因为戈马监狱逃脱的罪犯所為。

### 2013年
2013年11月，聯合國維持和平部隊與剛果政府軍聯手擊潰M23，M23的首領苏丹尼·马肯加與約1,500名M23成員逃入烏干達境內，向烏干達政府投降。

## 再次叛乱
2017年，苏丹尼·马肯加带领一两百人从乌干达逃出，在乌干达、卢旺达、刚果交界的米凱諾火山地区安营扎寨。2021年开始攻击了刚果政府军控制的一些村庄。2022年3月攻击边境重镇布那加那，并与乌干达军队冲突。刚果政府因此第一次抨击卢旺达对3月23日运动的支持。
2024年，塔桑尼亚、马拉维和南非组成联军支持刚果政府收复部分地区。
2025年1月，3月23日运动攻占戈马；2月，攻佔布卡武。